# Episteme clara
Episteme clara är en fjärilsart som beskrevs av Jordan 1912. Episteme clara ingår i släktet Episteme och familjen nattflyn. Inga underarter finns listade i Catalogue of Life.